# Explorer 45
Explorer 45, también conocido como S-Cubed A y Small Scientific Satellite (SSS) fue un satélite artificial de la NASA dedicado al estudio de la magnetosfera, los flujos de partículas y el campo eléctrico terrestre. Fue lanzado el 15 de noviembre de 1971 desde la plataforma flotante San Marco mediante un cohete Scout.

## Objetivos científicos
Los objetivos científicos de Explorer 45 eran:
- Estudiar las características y el origen del anillo de corriente que rodea la Tierra y el desarrollo inicial de las tormentas magnéticas
- Estudiar la relación entre tormentas magnéticas, subtormentas y la aceleración de partículas cargadas en la magnetosfera inferior.
- Determinar los mecanismos principales de interacción entre ondas y partículas, realizar mediciones direccionales de protones, electrones y partículas alfa en amplios rangos de energía.

## Características
Explorer 45 tenía la capacidad de formatear a bordo totalmente los datos que recogía mediante el uso de un conjunto de instrucciones previamente programadas. Las instrucciones controlaban la toma de datos y podían reprogramarse desde tierra. El sistema de comandos manejaba hasta 80 comandos para controlar tanto la nave como la recogida de datos. La nave disponía en su superficie de cuatro antenas dipolo separadas 90 grados entre ellas. Contaba con dos transmisores, uno para datos digitales (con una tasa de 446 bps) y otro tanto para datos digitales como analógicos.
El sistema eléctrico de la nave consistía en una batería recargable y un panel solar. Estaba estabilizada por rotación (a 7 revoluciones por minuto)
Explorer 45 fue apagado el 30 de septiembre de 1974, tras cerca de tres años funcionando sin problemas. Reentró en la atmósfera el 10 de enero de 1992.